# Takenori Hayashi
Takenori Hayashi (林 丈統 Hayashi Takenori?, nacido el 14 de octubre de 1980 en Nara) es un exfutbolista japonés. Jugaba de delantero y su último club fue el Oita Trinita de Japón.

## Trayectoria

### Clubes
| Club               | País      | Año         |
| ------------------ | --------- | ----------- |
| JEF United Chiba   | Japón     | 1999 - 2005 |
| Kyoto Sanga FC     | Japón     | 2006 - 2009 |
| Júbilo Iwata       | Japón     | 2007        |
| JEF United Chiba   | Japón     | 2010 - 2011 |
| BEC Tero Sasana FC | Tailandia | 2012        |
| Oita Trinita       | Japón     | 2012 - 2013 |

## Estadística de carrera

### J. League
| Club                | Año   | J. League | J. League | Copa J. League | Copa J. League | Total | Total |
| Club                | Año   | Part.     | Goles     | Part.          | Goles          | Part. | Goles |
| ------------------- | ----- | --------- | --------- | -------------- | -------------- | ----- | ----- |
| JEF United Ichihara | 1999  | 17        | 1         | 1              | 1              | 18    | 2     |
| JEF United Ichihara | 2000  | 16        | 2         | 4              | 2              | 20    | 4     |
| JEF United Ichihara | 2001  | 23        | 4         | 3              | 0              | 26    | 4     |
| JEF United Ichihara | 2002  | 22        | 2         | 6              | 2              | 28    | 4     |
| JEF United Ichihara | 2003  | 23        | 7         | 2              | 0              | 25    | 7     |
| JEF United Ichihara | 2004  | 20        | 2         | 5              | 2              | 25    | 4     |
| JEF United Chiba    | 2005  | 30        | 4         | 11             | 4              | 41    | 8     |
| Kyoto Purple Sanga  | 2006  | 23        | 2         | 2              | 1              | 25    | 3     |
| Júbilo Iwata        | 2007  | 13        | 2         | 4              | 0              | 17    | 2     |
| Kyoto Sanga FC      | 2008  | 19        | 1         | 3              | 1              | 22    | 2     |
| Kyoto Sanga FC      | 2009  | 29        | 1         | 3              | 0              | 32    | 1     |
| JEF United Chiba    | 2010  | 7         | 0         | -              | -              | 7     | 0     |
| JEF United Chiba    | 2011  | 16        | 0         | -              | -              | 16    | 0     |
| Oita Trinita        | 2012  | 5         | 0         | -              | -              | 5     | 0     |
| Oita Trinita        | 2013  | 8         | 0         | 3              | 0              | 11    | 0     |
| Total               | Total | 271       | 28        | 47             | 13             | 318   | 31    |

## Palmarés

### Títulos nacionales
| Título         | Club             | País  | Año  |
| -------------- | ---------------- | ----- | ---- |
| Copa J. League | JEF United Chiba | Japón | 2005 |